# Pakistán en los Juegos Olímpicos de Atlanta 1996
Pakistán estuvo representado en los Juegos Olímpicos de Atlanta 1996 por un total de 24 deportistas, 23 hombres y una mujer, que compitieron en 5 deportes.
El portador de la bandera en la ceremonia de apertura fue el jugador de hockey sobre hierba Mansoor Ahmed. El equipo olímpico pakistaní no obtuvo ninguna medalla en estos Juegos.